# Neoblast
Els neoblasts són un tipus de cèl·lules mares presents en els platihelmints. Aquestes cèl·lules es troben dispersades al llarg de tot el parènquima de les planàries i les seves poblacions es mantenen al llarg de la vida adulta. Quan la planària és ferida o es divideix per escissió, els neoblasts s'activen, proliferen, i migren cap al teixit danyat on generen un blastema de regeneració. A partir del blastema es regeneraran les parts que manquen. Els neoblasts són els responsables de les capacitats regeneratives per les quals les planàries són ben conegudes.
Els neoblasts són de mida més petita en comparació a la resta de cèl·lules diferenciades del cos, són de forma ovoide i la proporció nucli/citoplasma és gran. El citoplasma és ple de ribosomes i mitocondris lliures.
La paraula "neoblast" es va fer servir per primera vegada per a designar les cèl·lules que es pensaven que donaven lloc al mesoderm en els anèl·lids.
21. Els neoblasts
La capacitat de plasticitat en les planàries ve donada per les cèl·lules mare adultes anomenades neoblasts. Harriet Randolph va descriure al 1892 un tipus de cèl·lules semblants en un anèl·lid anomenat Lurnbriculus.
Finalment va adaptar-se aquest concepte per definir les cèl·lules mare de planàries. 
Són cèl·lules arrodonides i petites entre 5 i 10 µm de diàmetre. Un nucli (accentuat) de grans dimensions, ocupa pràcticament tota la cèl·lula i un citoplasma que conté molt pocs ribosomes i orgànuls anomenats cossos cromatoides. La distribució dels neoblasts és homogènia al llarg de la parènquima que envolta tots els òrgans menys els ulls situats en la regió anterior i la faringe. Aquestes zones són les úniques que manquen de neoblasts i, per tant, de regeneració.
 Representen entre el 25-30% de les cèl·lules totals. Els neoblasts són les úniques cèl·lules amb capacitat de dividir-se i són les úniques de produir noves cèl·lules per efectuar l'homeòstasis o la regeneració de teixit.
En ser les úniques cèl·lules amb capacitat mitòtica la radiació de raig X elimina tots els neoblasts, ja que aquesta radiació elimina totes aquelles cèl·lules amb mitosis.
Per identificar els neoblasts:
·        Histona -3- fosforilasa (inmunotinció88), ja que és una proteïna implicada en la divisió cel·lular  i contra BrdU, anàleg de la timidina que s'incorpora al cicle cel·lular. 
21.1 Heterogeneïtat dels neoblasts
Gran part dels científics implicats en aquests tema discuteixen si els neoblasts formen una població homogènia o heterogènia.
1.   Model de Naive: Tots els neoblasts són pluripotents i es diferencien en llinatges cel·lulars especialitzats durant el procés post-mitòtic. Homogeneïtat dels neoblasts.
2.    Model Especialitzat: formen una població heterogènia de neoblasts pluripotents i de neoblasts ja especialitzats. Heterogeneïtat dels neoblasts. 
La majoria de la població de neoblasts són pluripotents. S'ha arribat  a aquesta conclusió a partir d'anàlisis clonals. Els neoblasts amb la capacitat de restaurar les seves característiques regeneratives i la homeòstasis d'un organisme són anomenats neoblasts congènits o c – neoblasts.
Encara no se sap la població total dels cNeoblasts però s'especula que no tots els neoblasts són pluripotents i, per tant, es dona suport al model especialitzat: població heterogènia que determina un o més tipus cel·lulars.
Els neoblasts es poden aïllar mitjançant citometria de flux.
En l'anàlisi de l'expressió gènica de fracció mitòtica X1 es va determinar que els neoblasts tenen un perfil transcripcional característic i dintre de la fracció X1 existeixen diverses subpoblacions caracteritzades per l'expressió d'una combinació particular de factors de transcripció. Això s'ha determinat a partir d'anàlisis transcripció.
Es divideixen en tres subclasses de neoblasts:
Sigma – σ :expressió de Smed SoxP-1 i  Smed SoxP-1.
Zeta -ς: Smed -zfp-1 i sense expressió de les altres dos.
Cadascuna té diferents capacitats regeneratives (Potències).
 Els Zeta(ζ) poden formar l'epidermis i són els progenitors del llinatge amb un potencial regeneratiu limitat.
Els sigma (σ) estan implicats en la proliferació cel·lular després d'una lesió i capaços de restablir qualsevol tipus cel·lular incloent neoblasts ζ i els γ però no els cNeoblasts.
Els c-neoblasts no són tots prulipotents, només contenen una petita fracció desconeguda.
Els neoblasts σ i ζ són poblacions heterogènies, ja que tenen una expressió diferencial de determinats gens. Dins del neoblasts σ, trobem els neoblasts γ que expressen aquests factors de transcripció: Smed -gata4/5/6 i Smed-nkx2.2 que determinen la formació dels sistema digestiu. Aquests neoblasts estan relacionats amb la regeneració del sistema nerviós central(SNC), la faringe, els ulls i el sistema excretor.
Els c-neoblasts-σ contenen el neoblasts σ, que donen lloc als ζ(formació de l'epidermis) i els γ (formació de l'intestí). No se sap del cert però el més probables és que els neoblasts-σ també donin a tot els altres tipus cel·lulars, encara que no hi hagi proves experimentals.
21. 2 Manteniment de la població de neoblasts
L'augment descontrolat de neoblasts causaria un tumor i conseqüentment una qualitat de vida baixa de l'animal. El balanç entre la renovació de neoblasts mitjançant proliferació i diferenciació causa el bon funcionament de la homeòstasis normal. 
21.3  Control de la proliferació
Els primers gens identificats a partir d'anàlisis d'expressió gènica aïllats per citometria de flux pertanyen a la família Piwi/Argonauta (Smed – piwi-1 Smed – piwi-2 i Smed – piwi-3)
Si silenciem Smed -piwi-2 i Smed – piwi-3, el resultat és l'eliminació total dels neoblasts i la mort de l'animal.
En canvi, la unió de proteïnes al RNA com Smed -bruli. Homòleg de bruno Smed-pumilo i Smed-vasa-1, són essencials pel manteniments dels neoblasts.
 Quan es silencia Smed -bruli es provoca l'ascensió d'auto renovació però la diferenciació de cèl·lules continua vigent.
En canvi Smed–pumila i Smed–vasa– 1 són essencials per a la divisió simètrica. Així mateix no conserven la capacitat d'autorenovar-se.
L'homòleg del tudor Smed–tud, component de splicing Smed-SmB  i la histona reguladora del cicle cel·lular Smed -h-h2b són essencials per mantenir la capacitat de proliferació i mantenir la població pluripotent.
A més a més, cal ressaltar l'argina metiltransferassa Smed – PRMT-5 que conté proteïnes tipus, Piwi, Smb, Vasa i Tudor que tenen la mateixa funció descrita en l'apartat de manteniment de població pluripotent.
Els homòlegs de factors de transcripció Pou i Sox mantenen la població de cèl·lules mare en altres animals.
21.4 Control de la diferenciació
Els neoblasts es diferencien en dues categories gèniques:
Gens de categoria 2
Gens de categoria 3(tardana)
Aquesta diferenciació de gens és seqüencial i post mitòtica.
Els gens més destacats que dirigeixen el procés de regeneració (proliferació, migració i diferenciació...) : ERK Smed– p53 (supressor de tumors)
                                                   Smed–Rb Ap 48 (proteïna de remodelació)
                                                   Smed mesc – 3 (proliferació)
                                                   Smed – erg – 5 (diferenciació)
                                                   Smed – CHD – 4 (remodelació de la cromatina)
Hi ha vies anteriorment mencionades que poden induir diverses classes de neoblasts: σ, ζ, i γ que són fonamentals per a la diferenciació dels diferents tipus de llinatges cel·lulars.
Albert Piquer Ruiz ha realitzat modificacions en aquest apartat.